# 塔瓦斯

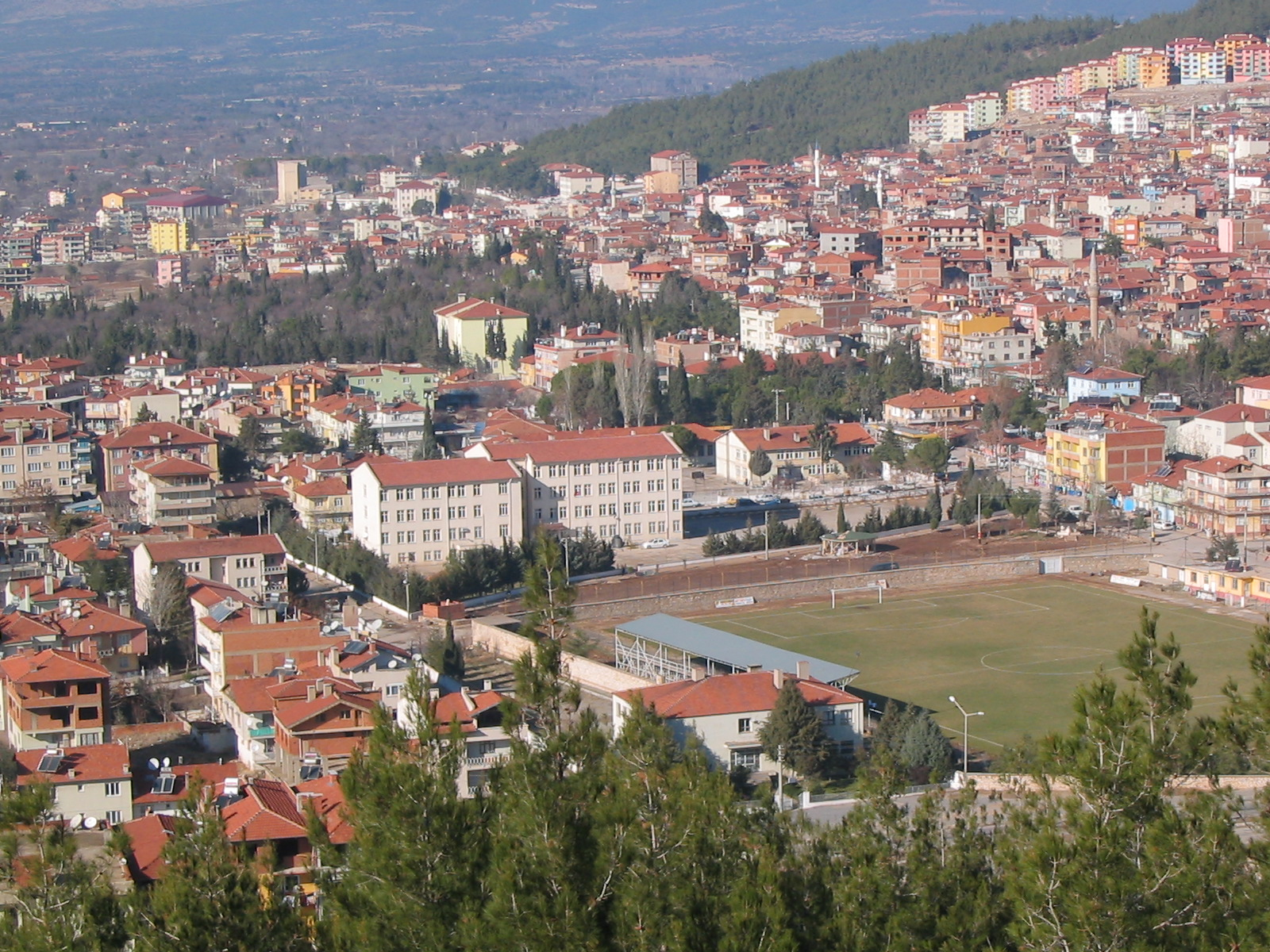
Tavas

塔瓦斯是土耳其的城鎮，由代尼茲利省負責管轄，位於該國西南部，距離首府代尼茲利44公里，面積1,691平方公里，海拔高度941米，2011年人口12,563。
37°35′N 29°04′E / 37.583°N 29.067°E